# Condado de Vermilion (Illinois)
El condado de Vermilion es un condado estadounidense, situado en el estado de Illinois. Según el censo de los Estados Unidos del 2000, la población es de 83 919 habitantes. La cabecera del condado es Danville. 

## Geografía
Según la Oficina del Censo de los Estados Unidos, el condado tiene un área total de 2336 km² (902 millas²). De éstas 2328 km² (899 mi²) son de tierra y  8 km² (3 mi²) son de agua. 

### Colindancias
- Condado de Iroquois - norte
- Condado de Benton - noreste
- Condado de Warren - este
- Condado de Vermillion - este
- Condado de Edgar - sur
- Condado de Douglas - suroeste
- Condado de Champaign - oeste
- Condado de Ford - noroeste

## Historia
El Condado de Vermilion se formó el 18 de enero en 1824. Su nombre se debe al Río Vermilion, el cual fluye a través del condado. 

## Demografía
Según el censo del año 2000, hay 83 919 personas, 33 406 cabezas de familia, y 22 315 familias que residen en el condado. La densidad de población es de 16 hab/km² (40 hab/mi²). La composición racial tiene:
- 82.86% Blancos (No hispanos)
- 2.98% Hispanos (Todos los tipos)
- 10.58% Negros o Negros Americanos (No hispanos)
- 1.44% Otras razas (No hispanos)
- 0.59% Asiáticos (No hispanos)
- 1.30% Mestizos (No hispanos)
- 0.22% Nativos Americanos (No hispanos)
- 0.02% Isleños (No hispanos)

Hay 33 406 cabezas de familia, de los cuales el 30.10 % tienen menores de 18 años viviendo con ellos, el 50.60 % son parejas casadas viviendo juntas, el 12.20 % son mujeres que forman una familia monoparental (sin cónyuge), y 33.20% no son familias. El tamaño promedio de una familia es de 2.96 miembros.
En el condado el 25% de la población tiene menos de 18 años, el 8.40% tiene de 18 a 24 años, el 27.20% tiene de 25 a 44, el 23.40% de 45 a 64, y el 16% son mayores de 65 años. La edad media es de 38 años. Por cada 100 mujeres hay 96.90 hombres. Por cada 100 mujeres mayores de 18 años hay 94.80 hombres.
Tabla de la evolución demográfica:
|       | 1900   | 1910   | 1920   | 1930   | 1940   | 1950   | 1960   | 1970   | 1980   | 1990   | 2000   |
| ----- | ------ | ------ | ------ | ------ | ------ | ------ | ------ | ------ | ------ | ------ | ------ |
| TOTAL | 65 635 | 77 996 | 86 162 | 89 339 | 86 791 | 87 079 | 96 176 | 97 047 | 95 222 | 88 257 | 83 919 |

## Economía
Los ingresos medios de un cabeza de familia el condado es de $34 071 y el ingreso medio familiar es $41 553. Los hombres tienen unos ingresos medios de $32 305 frente a $22 210 de las mujeres. El ingreso per cápita del condado es de $16 787. El 13.30% de la población y el 9.70% de las familias están debajo de la línea de pobreza. Del total de gente en esta situación, 18.90% tienen menos de 18 y el 9.20% tienen 65 años o más.

## Ciudades y pueblos

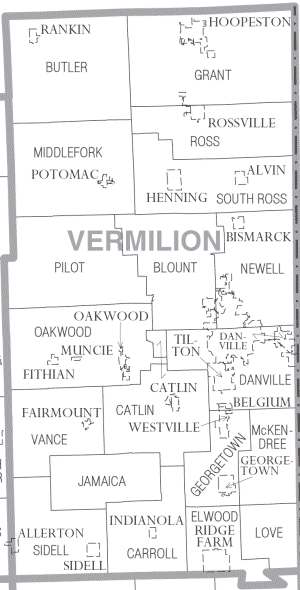
Mapa del condado.

| - Danville - Hoopeston - Georgetown - Allerton - Alvin | - Belgium - Bismarck - Catlin - Fairmount - Fithian | - Henning - Indianola - Muncie - Oakwood - Potomac | - Rankin - Ridge Farm - Rossville - Sidell | - Tilton - Westville |

### No incorporados
| - Armstrong - Batestown - Central Park - Cheneyville - Clarence | - Collison - East Lynn - Hegeler - Hillery - Humrick | - Jamaica - Newtown - Olivet |

## Sitios de interés
- Forest Glen Preserve
- Harry "Babe" Woodyard State Natural Area
- Heron County Park
- Kennekuk Cove County Park
- Kickapoo State Recreation Area
- Middle Fork State Fish and Wildlife Area